# 青木村 (埼玉県)
青木村（あおきむら）は、埼玉県北足立郡に存在した村。
1933年（昭和8年）4月1日に川口市の誕生に伴う合併で消滅。現在旧村域は「青木地域」と呼ばれる。現在の川口市役所は、旧川口宿ではなく旧青木村域に所在している（それまでの旧川口町役場は、中央地区における現在の栄町公民館の所在地において設置されていた）。

## 地理
- 埼玉県中央（北足立）地域の南部にあった。
- 全域が低地となっており、自然堤防等の微高地による僅かな起伏を除けば、全体に平坦である。

## 歴史
- 1889年（明治22年）4月1日 - 町村制施行に伴い、上青木村・下青木村・前川村が合併し、青木村が成立する。
- 1933年（昭和8年）4月1日 - 北足立郡川口町・横曽根村・南平柳村と合併、同時に市制を施行し、川口市が成立する。